# Зееман, Харальд
Харальд Зееман (нем. Harald Szeemann; 11 июня 1933, Берн — 18 февраля 2005, Тегна (ныне Терре-ди-Педемонте), округ Локарно, Швейцария) — первый независимый куратор.

## Биография
До 1957 года увлекается театром. В 18 лет с друзьями организовывает театр-кабаре, но уже в 1955 году, устав от интриг, создает свой театр одного актера — Gesamtkunstwerk. В 1957 помогает в организации выставки «Художники-поэты/Поэты-художники» (Dichtende Maler/Malende Dichter) в художественном музее Сен-Галлена, а уже в 1961 году становится директором Кунстхалле в своем родном городе Берне. Этот пост он занимает восемь лет, за это время превратив Кунстхалле в один из самых влиятельных центров современного искусства. Итогом поиска новых художественных форм становится выставка «Когда отношения обретают форму: работы, концепции, процессы, ситуации, информация» («Live in Your Head: When Attitudes Become Form (Works — Concepts — Processes — Situations — Information»), вызвавшая скандал и принесшая Зееману международную известность. В 1969 он ушел с поста директора и основал «Агентство духовных гастарбайтеров» (Agentur für geistige Gastarbeit), которое занималось реализацией выставок. В качестве приглашенного независимого куратора организовал ряд таких проектов, как «Вещь как объект» («Das Ding als Objekt», 1970, Нюрнберг), «Хеппенинг и флюксус» («Happening & Fluxus», 1970,Кёльн), «Я хочу оставить здесь милого и добротно сделанного ребенка» («I Want to Leave a Nice Well-Done Child Here», Сидней). В 1972 году Зееман становится художественным руководителем «Документы V» в Касселе, Германия. В 70-х годах наиболее значимыми стали его выставки «Дедушка: такой же первооткрыватель, как и все мы» (Grandfather: A Pioneer Like Us) и «Целибатные машины» (The Bachelor Machines).В 1980 году открыл секцию Aperto, а уже в следующем году стал главным куратором Венецианской Биеннале. В 1990-е годы провел ряд выставок посвященных отдельным странам и регионам, как например: «Австрия в сети роз» (1996—1997) и «Эпицентр Любляна» (1997).

## Личная жизнь
Харальд Зееман родился в Берне, Швейцария, 11 июня 1933 года и был старшим сыном в семье. Его родители были Жюли Зееман-Камбли (1907-2005) и Этьен Эрнст Зееман (1904-1958), а младший брат — Рольф Зееман (1935-1994). Его отец работал в салоне, принадлежащем деду Зеемана, Этьену Зееману (1873-1971), успешному парикмахеру начала XX века. Исследование жизни и работы деда Зеемана вошла в основу его выставки «Дедушка: такой же первооткрыватель, как и все мы» (Grandfather: A Pioneer Like Us) в 1974 году.
С 1953 по 1960 год Зееман изучал историю искусства, археологию и журналистику в Берне и в Париже. У Зеемана было два брака. В 1959 он женился на Франсуазе Боннефуа, в этом же году у них родился сын Жером Патрис, а в 1964 году — дочь Валери Клод. Во второй раз Зееман женился на художнице Ингеборге Люшер. В 1975 году родилась их дочь Уна Зееман. Харальд Зееман умер в 2005 году в регионе Тичино, Швейцария, в возрасте 71 года.

## Архив и библиотека
В конце 1960-х годов, когда Зееман покидает Бернский Кунстхалле, он начинает собирать свой личный архив. Зееманн хранил все документы и исследовательские материалы, связанные с его проектами с 1960-х по 2000-е годы, в том числе пригласительные билеты, пресс-релизы, плакаты и корреспонденцию.
Харальд Зееман оставил свою архивную коллекцию неизвестному бенефициару, пока в июне 2011 года Исследовательский Институт Гетти в Лос-Анджелесе не приобрел Архив и Библиотеку Харальда Зеемана. Архивная коллекция Зеемана содержит тысячи документов, связанных с его деятельностью как искусствоведа и куратора. На тот момент это было самым крупным приобретением в истории Исследовательского Института Гетти.
Архивная коллекция включает: 
- Переписки с отдельными художниками, среди них Брюс Науман, Ричард Серра, Сай Туомбли и другие.
- Библиотека включает около 28 000 томов.
- Архив также включает около 36 000 фотографий и рисунков, а также другие материалы, собранные Зееманом в ходе организации и проведения более 200 выставок.[11]

Коллекция находится в открытом доступе для исследователей и опубликована на сайте Исследовательского Института Гетти. 

## Цитаты
«Но независимому куратору приходится работать, конечно, больше — как говорил Бойс, „ни выходных, ни отпуска“. Я горжусь тем, что до сих пор сохраняю умение видеть, а время от времени и гвоздь могу забить.»
«Искусство было для меня одним из способов бросить вызов понятию собственности и обладания.»
«Именно встречи с художниками и посещение хороших выставок стали для меня школой — формальной историей искусства я всегда интересовался гораздо меньше.»